# Angelo Moreschi
Angelo Moreschi SDB (ur. 13 czerwca 1952 w Nave, zm. 25 marca 2020 w Brescii) – włoski duchowny rzymskokatolicki, salezjanin, prefekt apostolski Gambelli 2001–2009, wikariusz apostolski Gambelli w latach 2010–2020.

## Życiorys
Święcenia kapłańskie przyjął 5 grudnia 1974 w zgromadzeniu księży salezjanów. Po święceniach wyjechał do Etiopii. Był m.in. proboszczem w Dilla (1991-2000) oraz radnym miejscowej inspektorii.
25 listopada 2000 papież Jan Paweł II mianował go pierwszym prefektem apostolskim Gambelli. Urząd objął trzy miesiące później.

### Episkopat
5 grudnia 2009 papież Benedykt XVI podniósł prefekturę do rangi wikariatu apostolskiego i mianował ks. Moreschiego pierwszym wikariuszem. Przydzielił mu przy tym stolicę tytularną Elephantaria in Mauretania. Sakry biskupiej udzielił mu 31 stycznia 2010 abp Berhaneyesus Demerew Souraphiel. Zmarł 25 marca 2020 w Brescii wskutek zakażenia koronawirusem SARS-CoV-2.